# مجلس الشيوخ (بالاو)
مجلس الشيوخ في بالاو (بالأنكليزية:Senate of Palau) هو المنزل الأعلى في المجلس الوطني في بالاو (Olbiil عصر Kelulau). يتكون مجلس الشيوخ من 13 عضواً يقضي كل منهم مدة أربع سنوات في دوائر متعددة المقاعد. في الانتخابات التي أجريت في 2 نوفمبر عام 2004، انتخب غير الحزبيين فقط، فلا توجد أحزاب سياسية في بالاو.